# François Mansart
François Mansart (Paris, 13 de Janeiro de 1598 — Paris, 23 de Setembro de 1666) foi um arquiteto francês e um dos mais geniais da sua época.

## Vida
Sobrinho de Germain Gautier, arquiteto do rei e filho de um carpinteiro, foi um dos criadores da arquitetura francesa clássica.
Discípulo de Salomon de Brosse, Mansart manifestou desde cedo seu talento na construção de edifícios religiosos e de casas particulares, como a Igreja da Visitação de Santo Antônio e o Hotel de La Vrillière. Muitos especialistas consideram sua obra-prima deste primeiro período o Castelo de Balleroy, cuja construção começou por volta de 1626.
Em 1635, Mansart foi incumbido da reconstrução do Castelo de Blois, trabalho que deixou inacabado. Entre 1642 e 1648 constrói o Castelo Maison-sur-Seine (atualmente Castelo Maisons-Laffite). Em 1645, foi incumbido por Ana da Áustria de construir o Igreja de Val-de-Grâce, em Paris. No ano seguinte, foi substituído por Jacques Lemercier, mas o plano da igreja e grande parte dos muros permaneceram de acordo com a orientação de Mansart, inclusive as coberturas quebradas, suas criação, que ficaram conhecidas como mansardas.
A arquitetura de Mansart era focada nos ideais clássicos de clareza e contenção. Empregava os cânones clássicos com grande flexibilidade, aliando-os a uma grande sensibilidade para a decoração. O seu carácter difícil e obsessão pela perfeição - nunca deixava nada ao acaso, revendo vezes sem conta os seus desenhos, alterando-os ou redesenhando-os - fazia com que as suas obras levassem demasiado tempo a serem executadas.

## Galeria

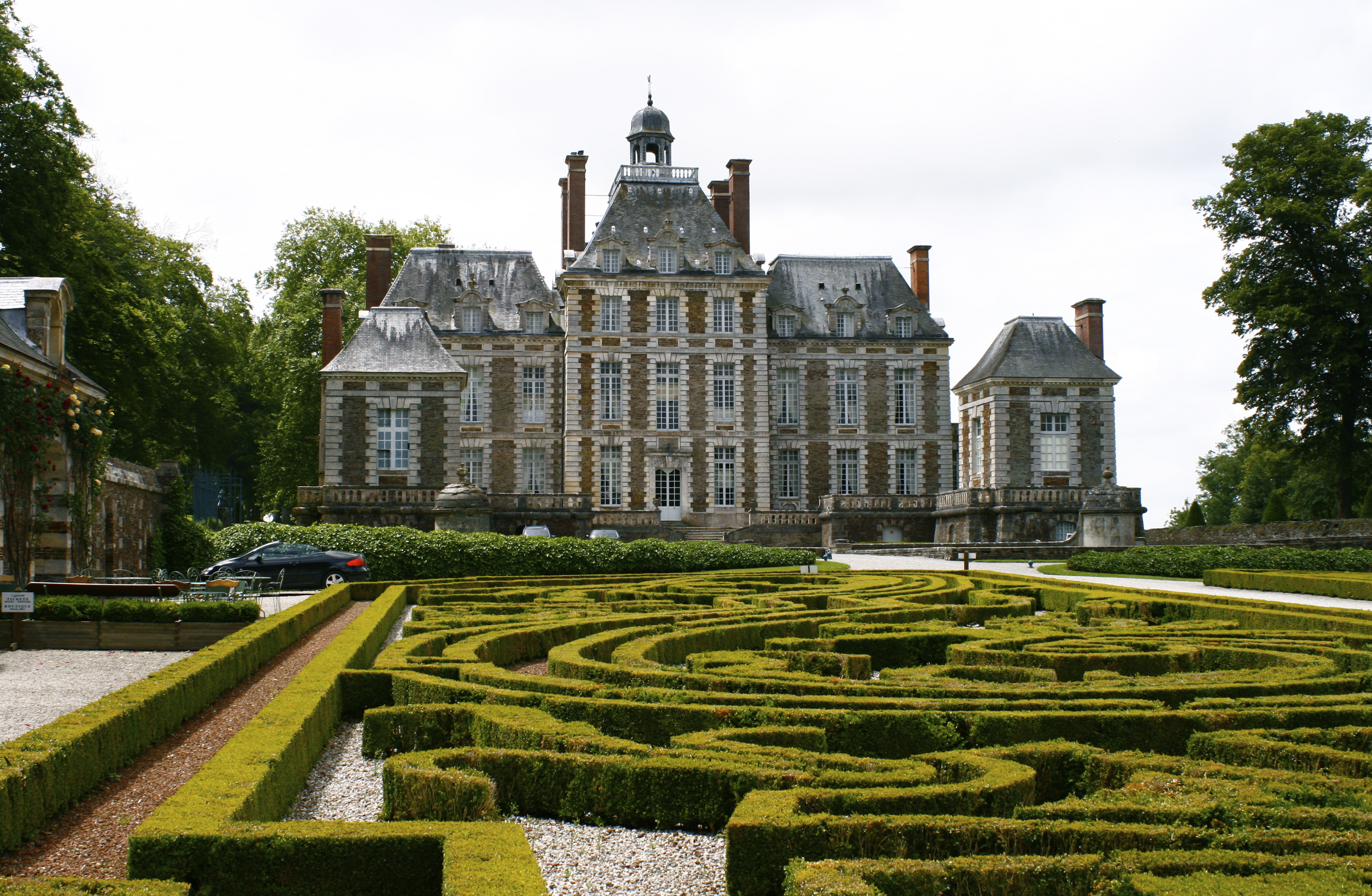
O Château de Balleroy, a primeira obra sobrevivente de Mansart
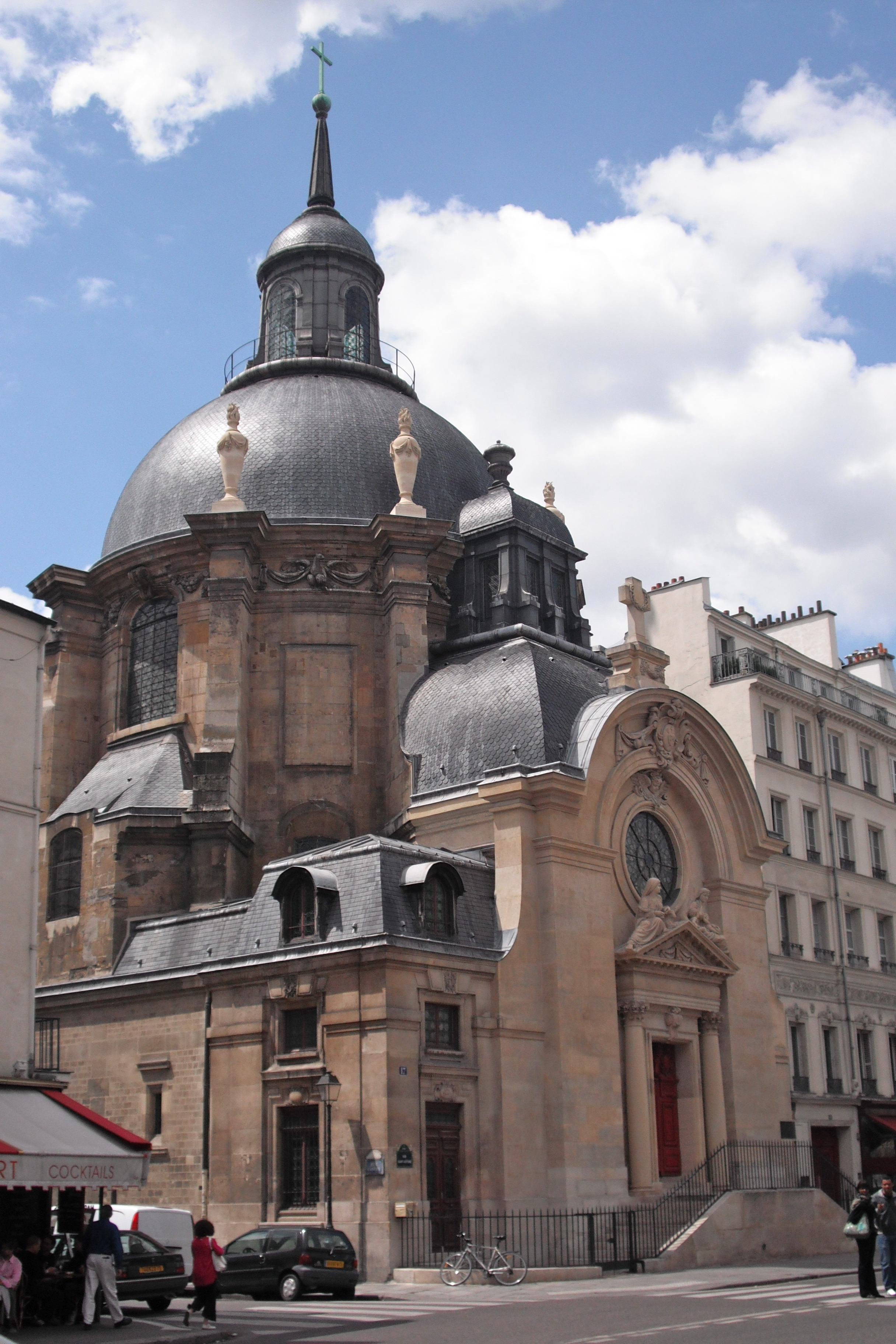
A Igreja da Visitação na Rue Saint-Antoine, hoje Temple du Marais
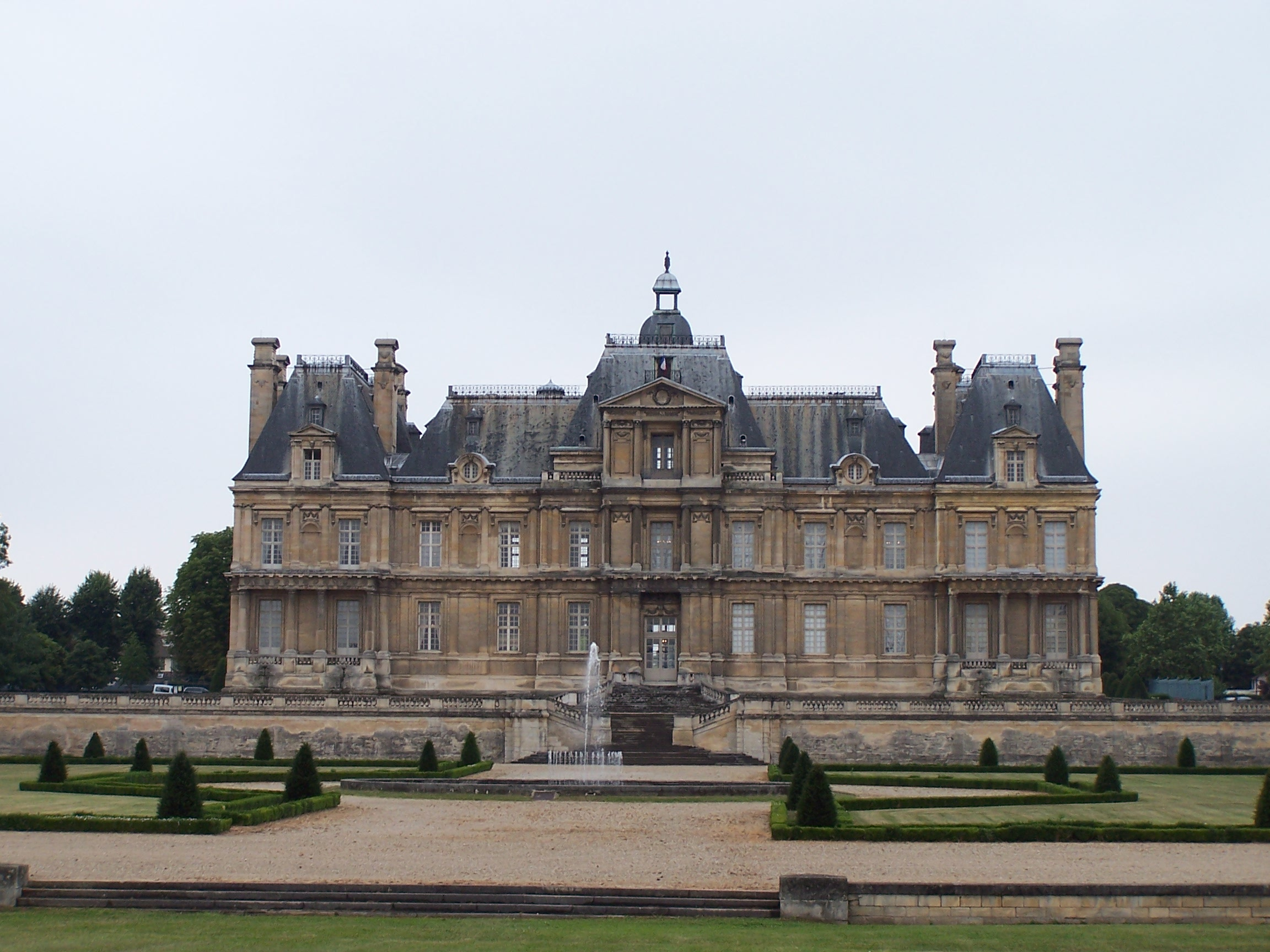
Château de Maisons, uma obra definidora da arquitetura francesa
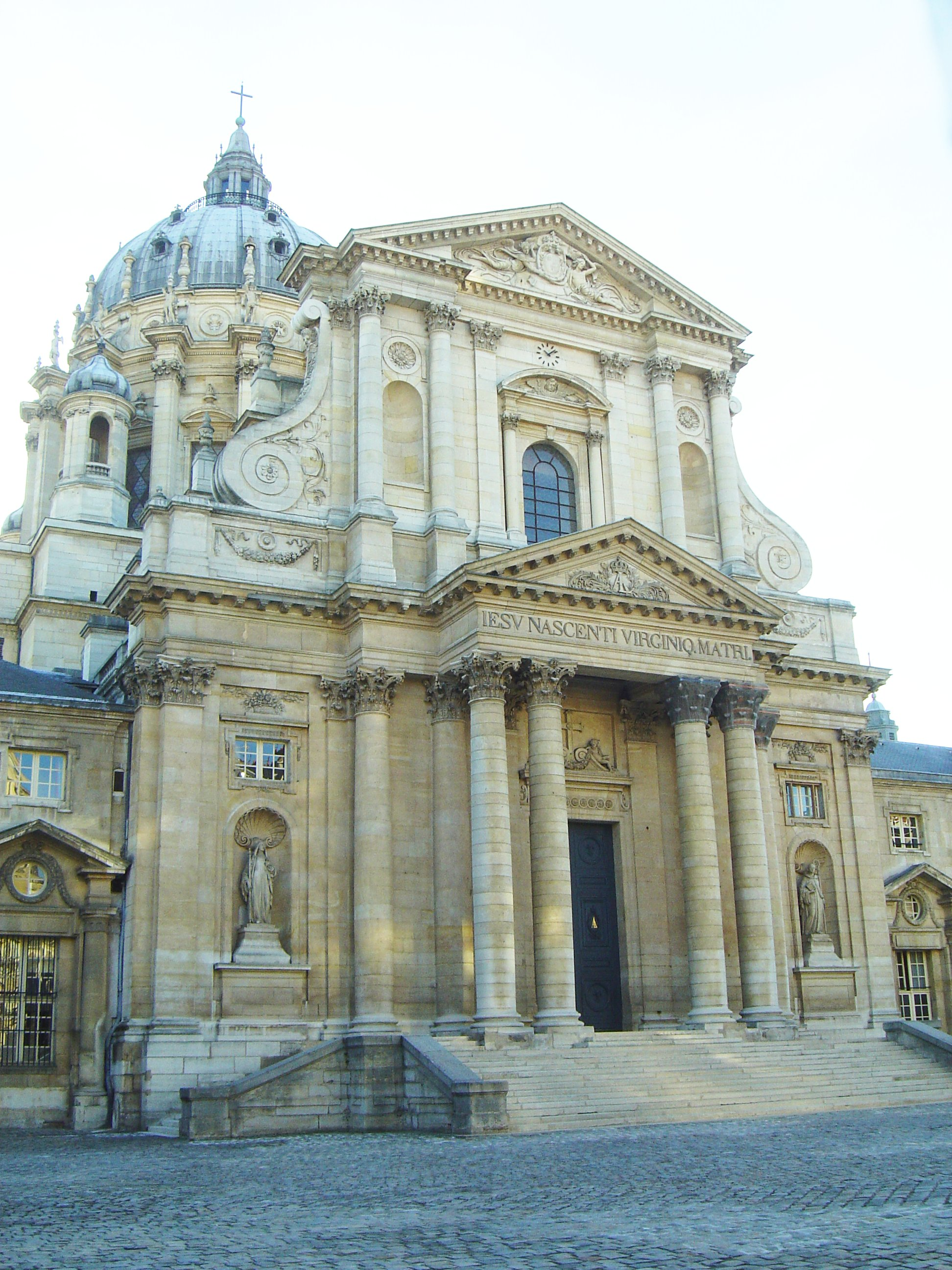
Igreja de Val-de-Grâce, construída para Anne da Áustria